# Plain old telephone service
Plain old telephone service (POTS, in italiano normale vecchio servizio telefonico) è una tecnologia analogica di telefonia fissa, largamente diffusa in ambito residenziale e SoHo per l'accesso dell'utente finale alla rete telefonica generale ed è la tecnologia più economica per implementare la telefonia fissa. È in grado di offrire una sola linea telefonica e opzionalmente vari servizi telefonici supplementari.

## Origini dell'acronimo
POTS nasce come acronimo di Post Office Telephone System e Post Office Telephone Service, termini inglesi che tradotti letteralmente in italiano significano rispettivamente "sistema telefonico dell'ufficio postale" e "servizio telefonico dell'ufficio postale". Originariamente infatti, prima dell'avvento dei commutatori elettronici, in vari paesi del mondo le reti telefoniche pubbliche (che oggi sono tutte collegate tra loro e formano quella che è chiamata "rete telefonica generale") spesso erano gestite dalle poste e con il termine POTS si indicava sia la tecnologia telefonica da loro utilizzata, sia il servizio telefonico da loro fornito.

## Standard
Per la tecnologia POTS sono diffusi vari standard in tutto il mondo, anche se la tendenza è all'unificazione. Per quanto riguarda l'Europa, e quindi l'Italia, sono adottati gli standard dell'ETSI, l'organismo ufficialmente responsabile della definizione e dell'emissione di standard nel campo delle telecomunicazioni in Europa, standard spesso comunque utilizzati anche nel resto del mondo.

### Servizi supplementari
I servizi telefonici supplementari (STS) implementati per la tecnologia POTS sono i seguenti:
| Nome                                     | Sigla | Descrizione |
| ---------------------------------------- | ----- | --- |
| Call Forwarding Busy                     | CFB   | Trasferisce ad un altro numero telefonico le chiamate in arrivo se si è già impegnati con una precedente chiamata                                       |
| Call Forwarding No Reply                 | CFNR  | Trasferisce ad un altro numero telefonico le chiamate in arrivo a cui non si risponde                                                                   |
| Call Forwarding Unconditional            | CFU   | Trasferisce ad un altro numero telefonico tutte le chiamate in arrivo                                                                                   |
| Calling Line Identification Presentation | CLIP  | Abilita l'invio del proprio numero telefonico all'utente chiamato                                                                                       |
| Calling Line Identification Restriction  | CLIR  | Disabilita l'invio del proprio numero telefonico all'utente chiamato                                                                                    |
| Call Waiting                             | CW    | Permette di ricevere una chiamata in arrivo mentre si è già impegnati con una precedente chiamata                                                       |
| Hold                                     |       | Mette la chiamata in attesa eventualmente per rispondere ad una chiamata in arrivo ricevuta con il Call Waiting o per effettuare una chiamata in uscita |
| Three Party Conference                   | 3PTY  | Rende attive due diverse chiamate nello stesso momento                                                                                                  |

## Tecnologie relative
In Italia la completa digitalizzazione del cosiddetto ultimo miglio e quindi il completamento della digitalizzazione della rete telefonica generale (in tutte le altre tratte già digitalizzata), era rappresentata dalla tecnologia ISDN sviluppata a partire dal 1971 dal CCITT, pubblicata nel 1984 dal medesimo e introdotta nella seconda metà dei successivi anni novanta da Telecom Italia.
In ambito residenziale ISDN nella versione base, denominata BRI (acronimo di Basic Rate Interface), metteva a disposizione due linee telefoniche, permettendo p.e. di accedere ad Internet con una linea ed averne un'altra libera per ricevere o effettuare telefonate, possibilità gradita a chi faceva un uso intensivo di Internet. Al 2015 in ambito aziendale la fonia tramite ISDN è ancora utilizzata in vari paesi ma la tecnologia VoIP la sta soppiantando; per esempio in Germania la Deutsche Telekom prevede la chiusura di tutte le linee ISDN entro la fine del 2020, mentre Vodafone consente ai loro clienti aziendali di migrare a una struttura IP entro il 2022.
Con la disponibilità della tecnologia DSL per l'accesso ad Internet, che mette a disposizione una linea di telecomunicazioni dedicata a tale tipo di accesso e una velocità di trasmissione dati molto più elevata rispetto a ISDN, la tecnologia POTS è diventata di nuovo la scelta preferita anche per chi fa un uso intensivo di Internet. DSL inoltre permette linee telefoniche in tecnologia VoIP contemporanee all'utilizzo degli altri servizi Internet, come ad esempio il Web. VoIP quindi rappresenta la soluzione per la fonia anche quando è necessario l'uso di più linee telefoniche. Inoltre, a livello concettuale, la commutazione di pacchetto utilizzata nel VoIP permette reti telefoniche efficienti e l'integrazione della telefonia in reti di computer utilizzate anche per altri servizi.